# Ectactolpium namaquense
Espèce
Ectactolpium namaquense est une espèce de pseudoscorpions de la famille des Hesperolpiidae.

## Distribution
Cette espèce se rencontre en Afrique du Sud et en Namibie.

## Description
Ectactolpium namaquense namaquense mesure de 2,5 à 2,8 mm et Ectactolpium namaquense obscurum de 2,6 à 2,8 mm.

## Liste des sous-espèces
Selon Pseudoscorpions of the World (version 3.0) :
- Ectactolpium namaquense namaquense Beier, 1947
- Ectactolpium namaquense obscurum Beier, 1964

## Étymologie
Son nom d'espèce, composé de namaqu[aland] et du suffixe latin -ense, « qui vit dans, qui habite », lui a été donné en référence au lieu de sa découverte, le Namaqualand.

## Publications originales
- Beier, 1947 : Zur Kenntnis der Pseudoscorpionidenfauna des südlichen Afrika, insbesondere der südwest- und südafrikanischen Trockengebiete. Eos, Madrid, vol. 23, p. 285-339 (texte intégral).
- Beier, 1964 : Weiteres zur Kenntnis der Pseudoscorpioniden-Fauna des südlichen Afrika. Annals of the Natal Museum, vol. 16, p. 30-90 (texte intégral).